# Regret
Regret (с англ. — «Сожаление») — третий студийный альбом немецкой группы EverEve, выпущенный лейблом Nuclear Blast 13 сентября 1999 года. Номер в каталоге: NB 402-2, EAN оригинального издания: 727361640224. В декабре 1999 года Regret занимал первую позицию в радио-чарте «Lebanese Independent Radio Charts» в течение трёх недель.

## Об альбоме
Вокал на альбоме принадлежит Беньямину Рихтеру, участнику Vermilion Fields. Это его единственная работа с EverEve.
Альбом Regret группа EverEve посвятила бывшему вокалисту Тому Седощенко, ушедшему из жизни в мае 1999 года.
В России альбом издавался компанией Irond в 2000 году.
«Kolyma» — название композиции переводится на русский как «Колыма». В создании текста этой песни принимал участие Даниэль Штилер.
Песня «House of the Rising Sun» — кавер-версия хита 1964 года группы The Animals, хотя авторство песни восходит к народному творчеству.

## Переиздание
В июле-августе 2008 года, наряду с альбомами Seasons и Stormbirds, Regret был переиздан на лейбле Metal Mind Productions тиражом в 2000 копий. Номер в каталоге: MASS CD 1183 DG, EAN: 5907785032637 (Польша).

## Список композиций
| №                   | Название                                        | Длительность |
| ------------------- | ----------------------------------------------- | ------------ |
| 1.                  | «Misery’s Dawn»                                 | 4:26         |
| 2.                  | «Fall into Oblivion»                            | 4:58         |
| 3.                  | «Kolyma»                                        | 4:44         |
| 4.                  | «Redemption»                                    | 5:11         |
| 5.                  | «House of the Rising Sun»                       | 5:17         |
| 6.                  | «The Eclipse of the Seventh Sun»                | 3:06         |
| 7.                  | «Passion and Demise»                            | 5:27         |
| 8.                  | «Dies Irae (Grave New World)»                   | 4:41         |
| 9.                  | «Where No Shadows Fall»                         | 4:50         |
| 10.                 | «House of the Rising Sun» (Limited Club — Edit) | 3:35         |
| Общая длительность: | Общая длительность:                             | 46:14        |

## Участники записи
Состав группы
- Беньямин Рихтер — вокал
- Торстен Вайсенбергер — гитара
- Матиас Хехлер (Crematory) — гитара
- Михаэль Цайсль — синтезатор
- Штефан Мюллер — бас
- Марк Вернер — барабаны

Работа над альбомом
- Йорг Хюттнер — дополнительное программирование, семплирование, синтезаторные эффекты
- Лиза Мозинск — женский вокал
- Матиас Хехлер — гитары
- Альбом был записан в студии Commusication Studios, Байндерсхайм
- Мастеринг произведён на Klangstudio, Хайдельберг
- Продюсер: Герхард Магин
- Эксклюзивный продюсер: Маркус Штайгер
- Звукорежиссёр: Арно Мартин
- Обложка: Александар Зиванов
- Дизайн: Sale, «Massive Design»
- Фото: Дариуш Рамазани